# Бошко Јаковљевић
Бошко Јаковљевић (Београд, 23. јун 1969) српски је телевизијски водитељ, дизајнер и манекен.
Већ као тинејџер упловио је у манекенске воде, а затим је почео да се бави водитељским послом. Идејни је творац забавне емисије кратке форме „Сити” која се емитовала на Телевизији Пинк. Водио је емисију „Сити клуб”, једну од ретких где се форсирала забавна музика деведесетих година, али и емисије „За милион година” са Сањом Радан, „Сав тај Пинк” са Александром Јефтановић, „Сукње и кравате” са Иваном Зарић, „Плесом до снова” са Наташом Стојчевић и „Вип рум”.
Као дизајнер, пласирао је неколико колекција за брендове Мартини Весто и PWL. Од 2020. до 2024. године је водио емисију Кец на једанаест на телевизији К1, прво са Александром Јефтановић, потом сам, а онда са Јеленом Хелц. Од маја 2025. године је водитељ емисије Спика и прилика на истој телевизији.   Национално се изјашњава као Југословен православне вере, а матерњи језик му је српскохрватски.

## Видеографија
Као манекен Бошко Јаковљевић се појавио у следећим музичким спотовима:
- Ти си мој грех Лепе Брене (1996)[5]
- Љубав без љубави Леонтине (1998)
- Марионете Тијане Дапчевић (2002)
- Мацо Зане (2016)
- Фолија Гоце Тржан (2018)[6]
- Никад нисам Тијане Дапчевић (2019)[7]